# Beligeranță

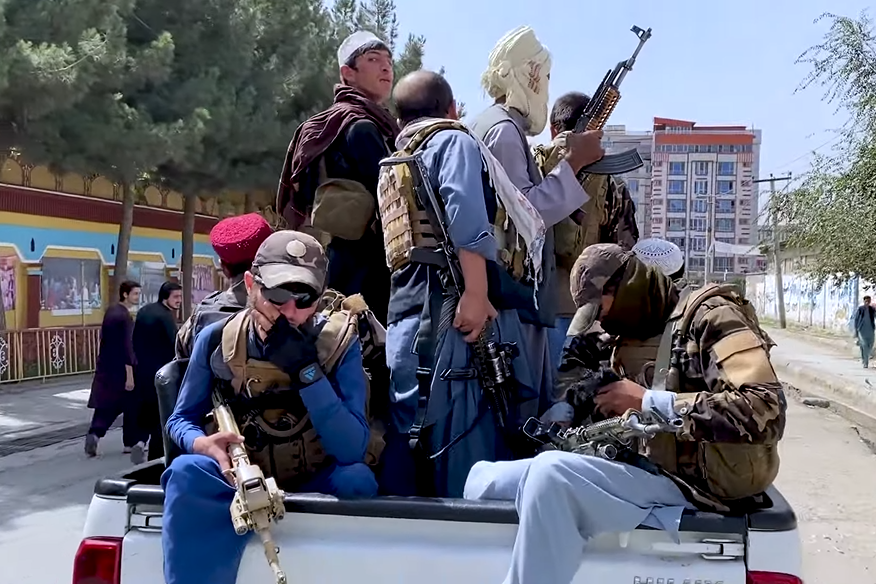
Transport armat în Kabul, controlat de talibani, august 2021.

Beligeranța este un termen folosit în dreptul internațional pentru a indica statutul a două sau mai multe entități, de regulă suverane, care sunt angajate într-un război. Războaiele sunt adesea purtate cu una sau ambele părți invocând dreptul la autoapărare conform Articolului 51 din Carta Națiunilor Unite (așa cum a făcut Regatul Unit în 1982 înainte de începutul Războiului din Insulele Falkland) sau sub auspiciile unei rezoluții a Consiliului de Securitate al ONU (cum ar fi Rezoluția 678 a Consiliului de Securitate ONU, care a autorizat legal Războiul din Golf).
Statutul de beligeranță poate exista și între unul sau mai multe state suverane, pe de o parte, și forțe rebele, dacă aceste forțe sunt recunoscute oficial ca beligeranți. În cazul în care are loc o rebeliune împotriva unei autorități constituite (de exemplu, o autoritate recunoscută ca atare de Națiunile Unite), iar rebelii nu sunt recunoscuți ca beligeranți, atunci acea rebeliune este considerată o insurecție. Odată ce două sau mai multe state dobândesc statutul de beligeranță, relațiile dintre ele sunt reglementate integral de normele și principiile dreptului războiului. În timpul conflictelor armate, țările beligerante se disting de țările neutre și non-beligeranți.